# Palaemonoidea
Palaemonoidea is een superfamilie van kreeftachtigen uit de klasse van de Malacostraca (hogere kreeftachtigen).

## Families
- Anchistioididae Borradaile, 1915
- Desmocarididae Borradaile, 1915
- Euryrhynchidae Holthuis, 1950
- Gnathophyllidae Dana, 1852
- Hymenoceridae Ortmann, 1890
- Palaemonidae Rafinesque, 1815
- Typhlocarididae Annandale & Kemp, 1913